# 国家医疗保障局
国家医疗保障局，简称国家医保局，是中华人民共和国国务院主管医疗保障基金与医疗服务招标采购的副部级直属机构。
国家医疗保障局主要负责拟订医疗保险、生育保险、医疗救助等医疗保障制度的政策、规划、标准并组织实施，监督管理相关医疗保障基金，完善国家异地就医管理和费用结算平台，组织制定和调整药品、医疗服务价格和收费标准，制定药品和医用耗材的招标采购政策并监督实施，监督管理纳入医保范围内的医疗机构相关服务行为和医疗费用等。

## 沿革
2018年3月17日第十三届全国人民代表大会第一次会议通过《第十三届全国人民代表大会第一次会议
关于国务院机构改革方案的决定》，批准《国务院机构改革方案》。方案规定：“组建国家医疗保障局。将人力资源和社会保障部的城镇职工和城镇居民基本医疗保险、生育保险职责，国家卫生和计划生育委员会的新型农村合作医疗职责，国家发展和改革委员会的药品和医疗服务价格管理职责，民政部的医疗救助职责整合，组建国家医疗保障局，作为国务院直属机构。”同时，为提高医保资金的征管效率，将基本医疗保险费、生育保险费交由税务部门统一征收。
2018年5月31日，国家医疗保障局正式挂牌。

## 职责
根据《国家医疗保障局职能配置、内设机构和人员编制规定》，医保局承担下列职能：
1. 拟订医疗保险、生育保险、医疗救助等医疗保障制度的法律法规草案、政策、规划和标准，制定部门规章并组织实施。
2. 组织制定并实施医疗保障基金监督管理办法，建立健全医疗保障基金安全防控机制，推进医疗保障基金支付方式改革。
3. 组织制定医疗保障筹资和待遇政策，完善动态调整和区域调剂平衡机制，统筹城乡医疗保障待遇标准，建立健全与筹资水平相适应的待遇调整机制。组织拟订并实施长期护理保险制度改革方案。
4. 组织制定城乡统一的药品、医用耗材、医疗服务项目、医疗服务设施等医保目录和支付标准，建立动态调整机制，制定医保目录准入谈判规则并组织实施。
5. 组织制定药品、医用耗材价格和医疗服务项目、医疗服务设施收费等政策，建立医保支付医药服务价格合理确定和动态调整机制，推动建立市场主导的社会医药服务价格形成机制，建立价格信息监测和信息发布制度。
6. 制定药品、医用耗材的招标采购政策并监督实施，指导药品、医用耗材招标采购平台建设。
7. 制定定点医药机构协议和支付管理办法并组织实施，建立健全医疗保障信用评价体系和信息披露制度，监督管理纳入医保范围内的医疗服务行为和医疗费用，依法查处医疗保障领域违法违规行为。
8. 负责医疗保障经办管理、公共服务体系和信息化建设。组织制定和完善异地就医管理和费用结算政策。建立健全医疗保障关系转移接续制度。开展医疗保障领域国际合作交流。
9. 完成党中央、国务院交办的其他任务。

## 机构设置
根据《国家医疗保障局职能配置、内设机构和人员编制规定》，医保局内设机构为副司局级，设置下列机构：

### 内设机构
- 办公室
- 规划财务和法规司
- 待遇保障司
- 医药服务管理司
- 医药价格和招标采购司
- 基金监管司
- 机关党委（人事司）

### 直属事业单位
- 医疗保障事业管理中心（医保基金监管事务中心）
- 医药价格和招标采购指导中心
- 大数据中心

## 历任领导
局长
1. 胡静林（2018年5月—2023年12月）[8][9]
2. 章轲（2024年2月—）[10]

副局长
- 施子海（2018年5月—）[8]
- 陈金甫（2018年5月—2022年9月）[8]
- 李滔（2018年5月—）[8]
- 颜清辉（2021年12月—2025年4月）
- 黄华波（2023年1月—）